# Nazionale femminile di pallavolo del Montenegro
La nazionale femminile di pallavolo del Montenegro è una squadra europea composta dalle migliori giocatrici di pallavolo del Montenegro ed è posta sotto l'egida della Federazione pallavolistica del Montenegro.

## Rosa
Segue la rosa delle giocatrici convocate per l'European Silver League 2024.
| N° | Nome              | Ruolo | Data di nascita  | Squadra                |
| -- | ----------------- | ----- | ---------------- | ---------------------- |
| 1  | Saška Đurović     | C     | 4 settembre 2001 | Stella Rossa           |
| 2  | Ksenija Krunić    | L     | 15 agosto 2005   | Akademija              |
| 4  | Melisa Cenović    | L     | 24 agosto 1998   | Herceg Novi            |
| 5  | Marija Šušić      | P     | 22 marzo 2002    | Luka Bar               |
| 7  | Lara Jovović      | S     | 14 febbraio 2006 | Herceg Novi            |
| 8  | Gordana Madžgalj  | S     | 29 luglio 2005   | Jedinstvo Bijelo Polje |
| 11 | Danijela Džaković | S     | 4 maggio 1994    | Helvia Recina          |
| 12 | Simona Petranović | S     | 11 novembre 2003 | Ub                     |
| 14 | Kristina Božović  | O     | 15 marzo 2005    | Luka Bar               |
| 15 | Nevena Vukčević   | S     | 11 marzo 2003    | Lugoj                  |
| 16 | Lana Rakočević    | C     | 16 novembre 2007 | Budućnost Podgorica    |
| 17 | Darja Popović     | S     | 29 giugno 2007   | Budućnost Podgorica    |
| 19 | Viktoria Đukić    | P     | 8 dicembre 2005  | Budućnost Podgorica    |
| 21 | Teodora Rakočević | C     | 9 ottobre 1999   | Banjaluka              |
| 22 | Mina Dragović     | C     | 15 febbraio 2000 | Jedinstvo Stara Pazova |

## Risultati

### Competizioni CEV
| 2009 | non qualificata | -            |
| 2010 | non qualificata | -            |
| 2011 | non qualificata | -            |
| 2012 | non qualificata | -            |
| 2013 | non qualificata | -            |
| 2014 | non qualificata | -            |
| 2015 | non qualificata | -            |
| 2016 | 10º posto       | Convocazioni |
| 2017 | 8º posto        | Convocazioni |
| 2018 | non qualificata | -            |
| 2019 | non qualificata | -            |
| 2021 | non qualificata | -            |
| 2022 | non qualificata | -            |
| 2023 | non qualificata | -            |
| 2024 | non qualificata | -            |
| 2025 | 11º posto       | Convocazioni |

| 2018 | non qualificata | -            |
| 2019 | non qualificata | -            |
| 2021 | non qualificata | -            |
| 2022 | non qualificata | -            |
| 2023 | 4º posto        | Convocazioni |
| 2024 | 4º posto        | Convocazioni |
| 2025 | non qualificata | -            |

### Competizioni zonali
| 1989 | non esistente   | -            |
| 1991 | non esistente   | -            |
| 1993 | non esistente   | -            |
| 1995 | non esistente   | -            |
| 1997 | non esistente   | -            |
| 1999 | non esistente   | -            |
| 2001 | non esistente   | -            |
| 2003 | non esistente   | -            |
| 2005 | non esistente   | -            |
| 2007 | non qualificata | -            |
| 2009 | non qualificata | -            |
| 2011 | non qualificata | -            |
| 2013 | non qualificata | -            |
| 2015 | 1º posto        | Convocazioni |
| 2017 | non qualificata | -            |
| 2019 | 1º posto        | Convocazioni |